# Acàcia de fulla blavenca
L'acàcia de fulla blavenca (Acacia saligna) és una espècie d'acàcia, es tracta d'un petit arbre nadiu d'Austràlia i distribuït en gran part del món. En català també pot rebre els noms de mimosa blava i mimosa de primavera.

## Morfologia
Arbre menut de fins a 8 metres d'alt, hàbit de creixement dens i desmaiat, de tronc curt. Com moltes altres espècies d'acàcies té fil·lodis en lloc de fulles veritables; aquests poden arribar a 25 cm de llarg. A la base de cada fil·lodi hi ha un nectari que secreta un suc ensucrat que atrau les formigues, que sembla protegeixen la planta d'altres insectes menjadors de fulles. Les flors són esfèriques i grogues, apareixen al principi de la primavera. El fruit és un llegum. És una planta colonitzadora que al principi pot créixer un metre a l'any.

## Usos
Com pot créixer en un ampli marge de sòls, se l'ha utilitzat per a adobat de pells, revegetació, farratge per a animals, rehabilitació de terrenys miners, tallavents, estabilització de dunes, llenya, i com a planta decorativa (també a Barcelona).
Té el perill d'esdevenir una planta invasora.

## Galeria

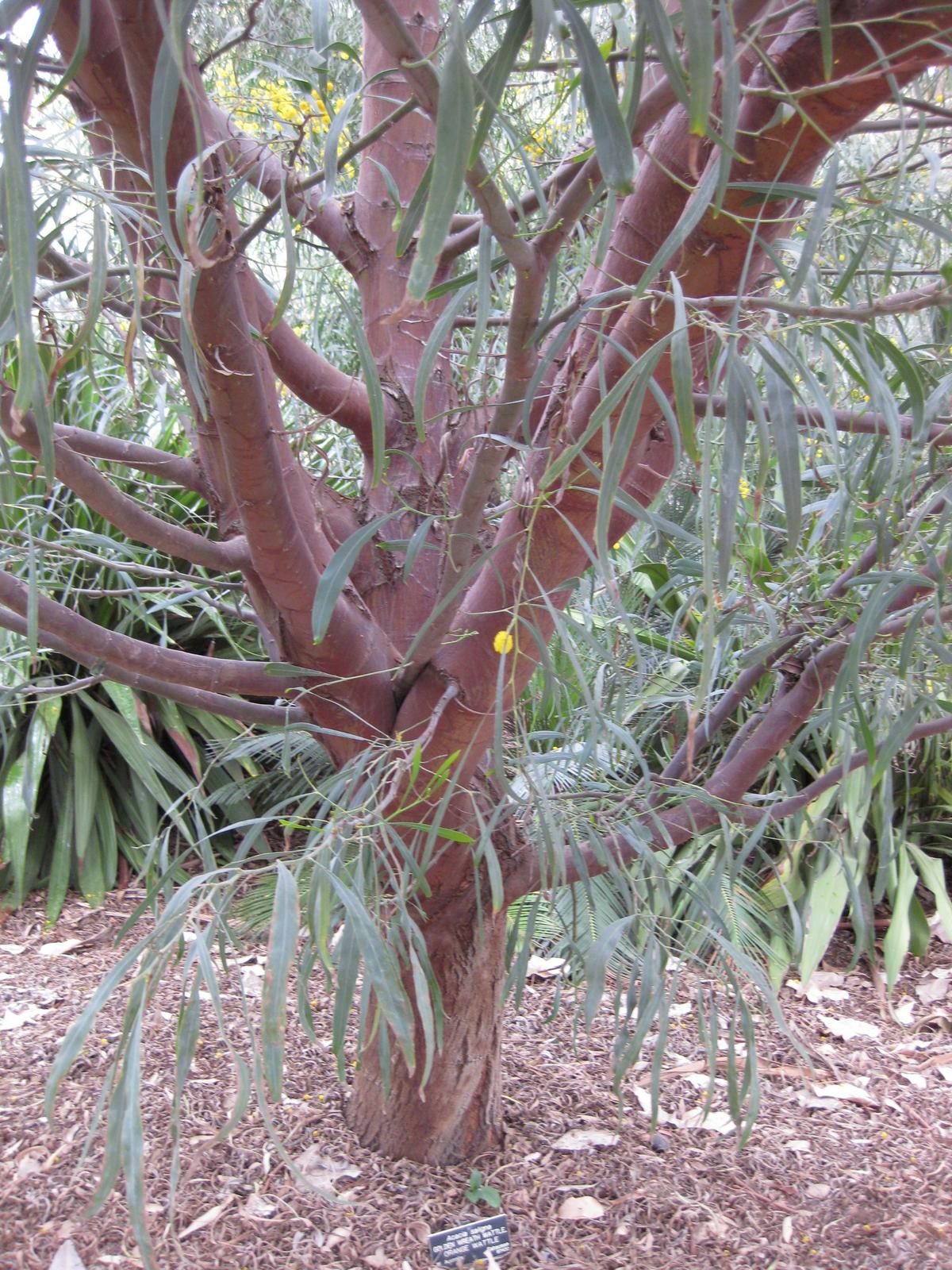
Tronc
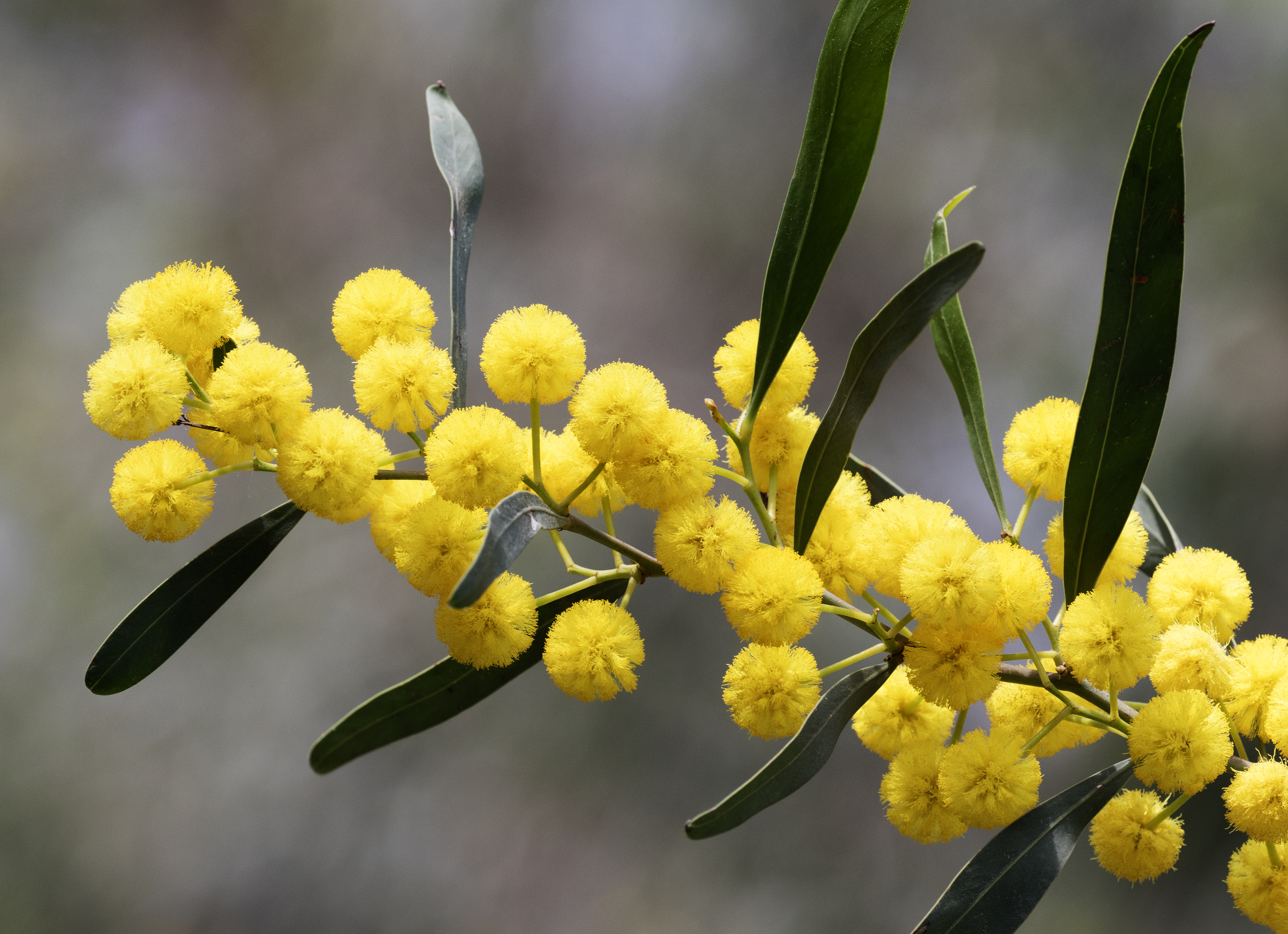
Inflorescència
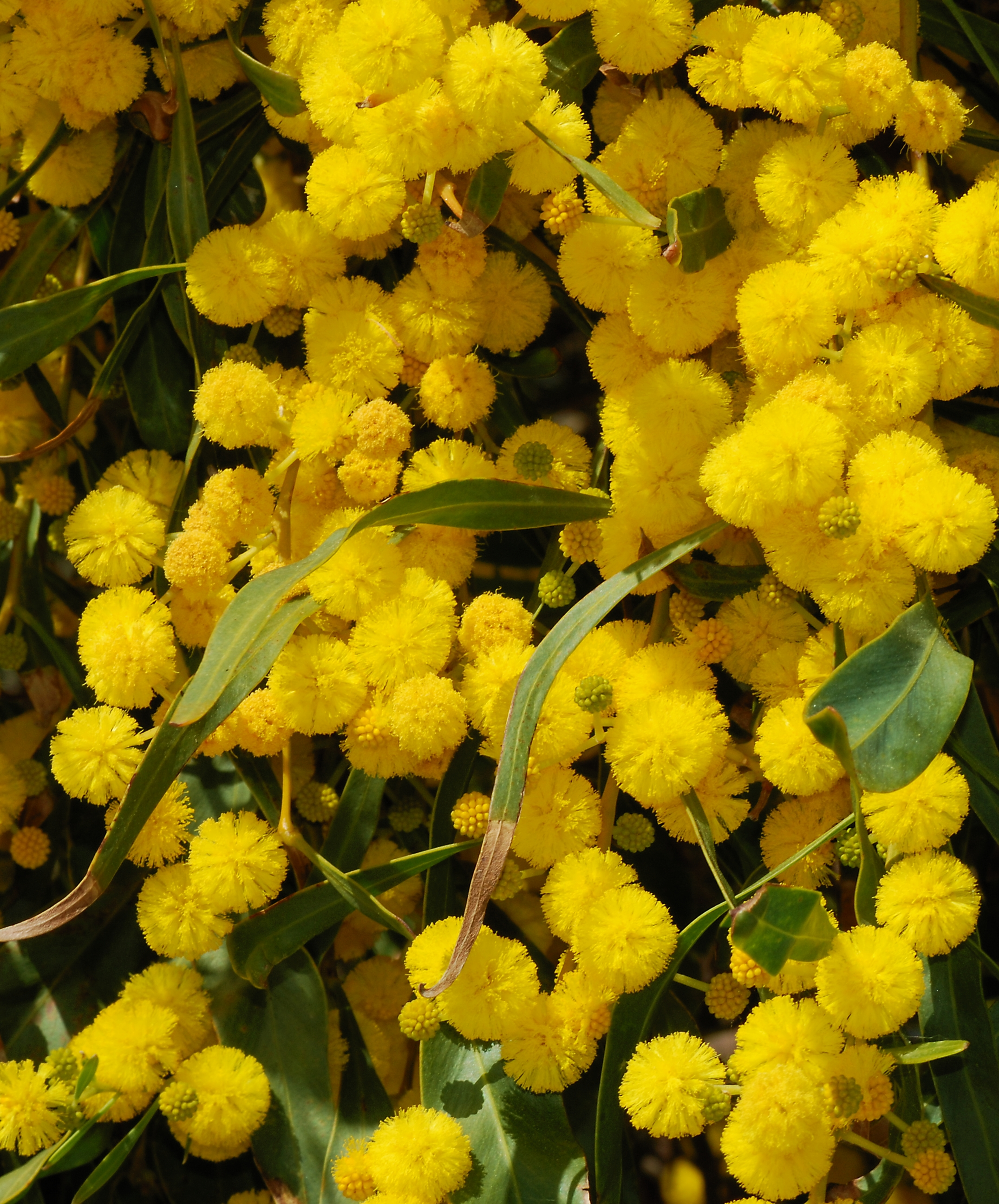
Detall de les flors i els fil·lodis
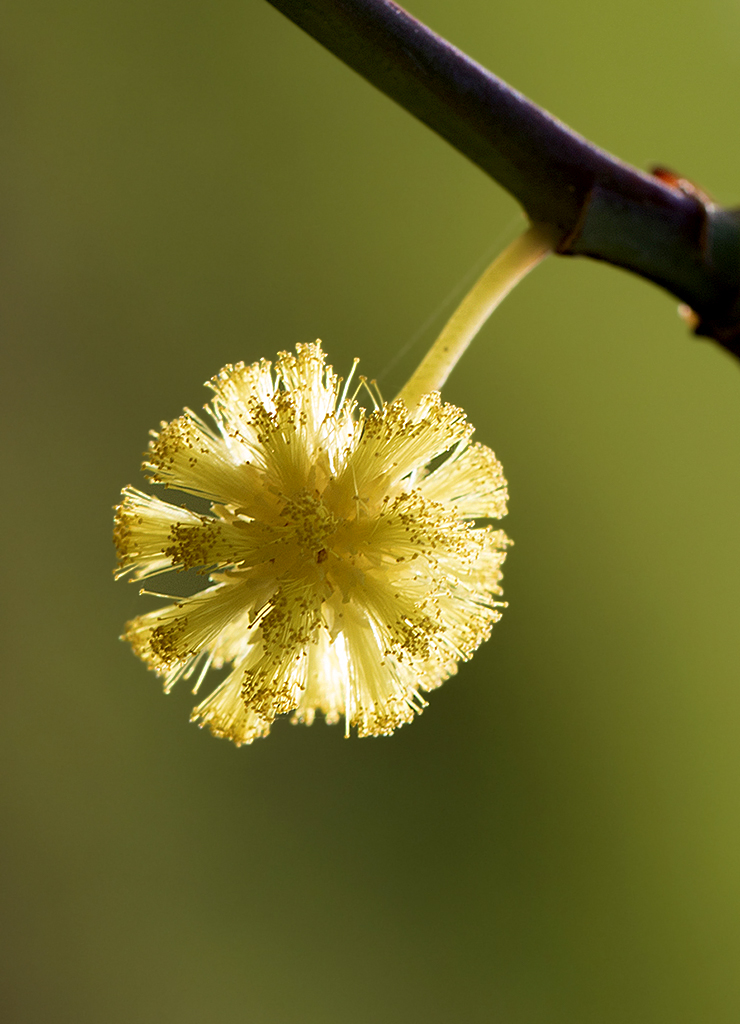
Flor
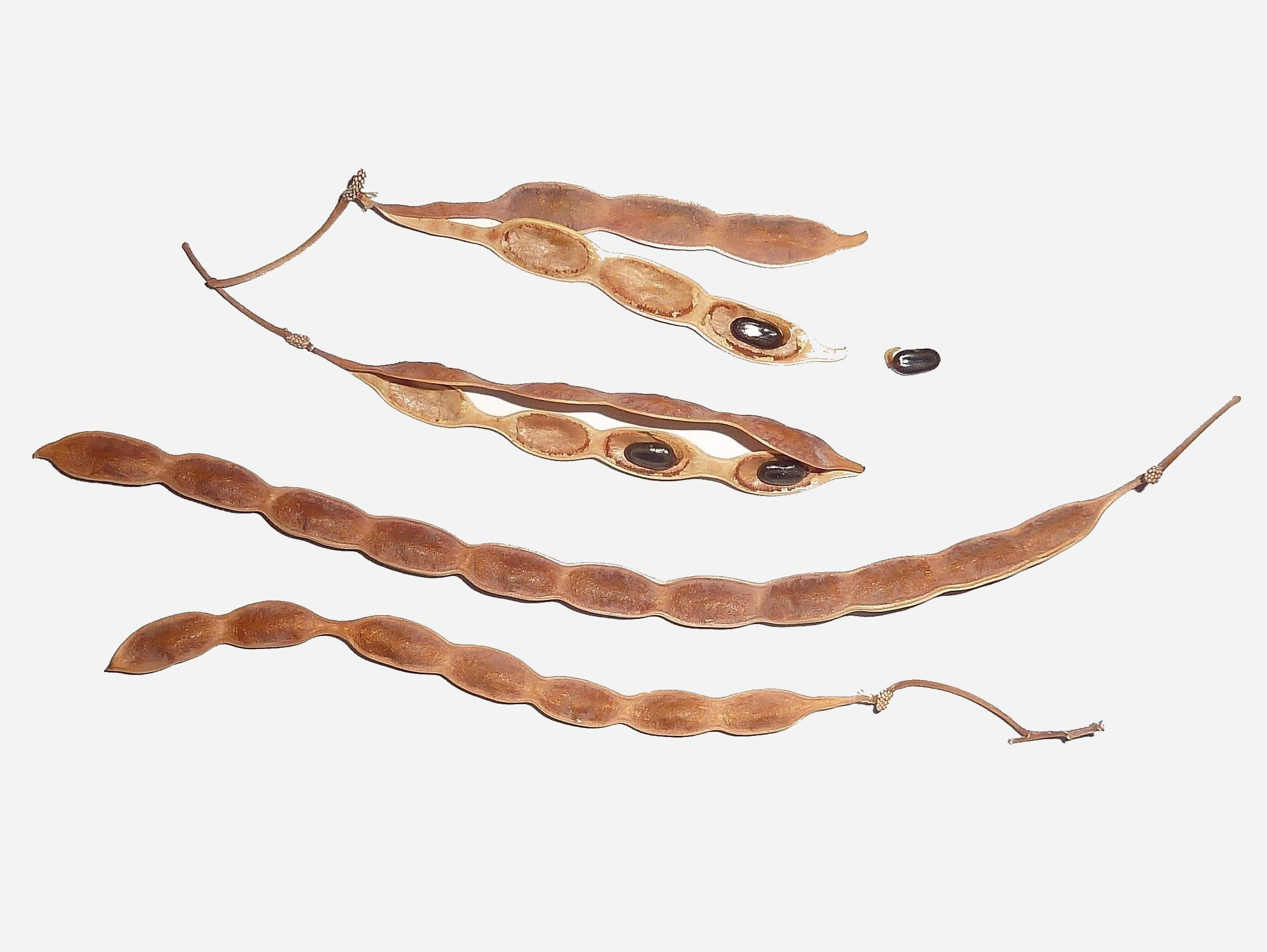
Fruit
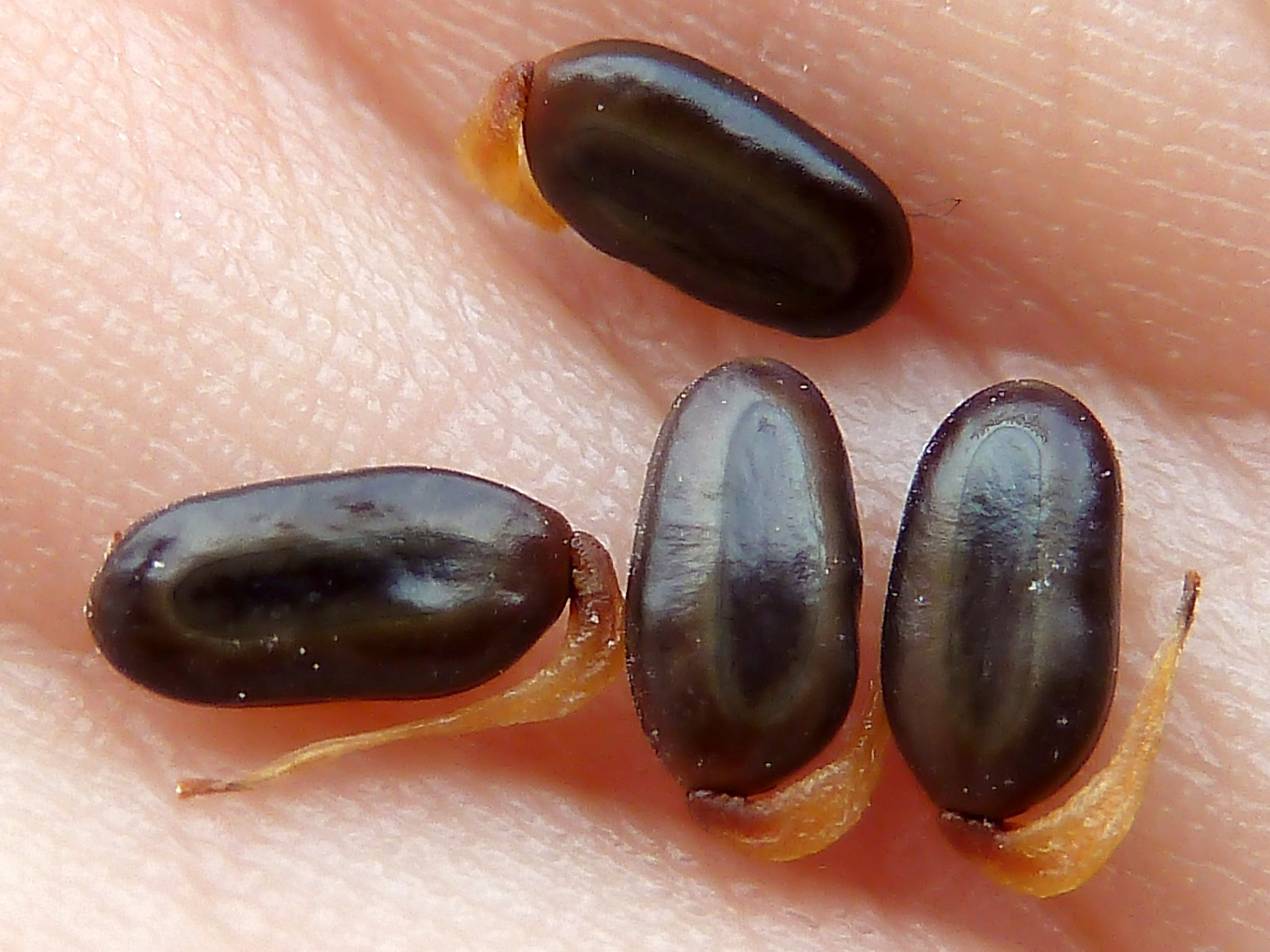
Llavor
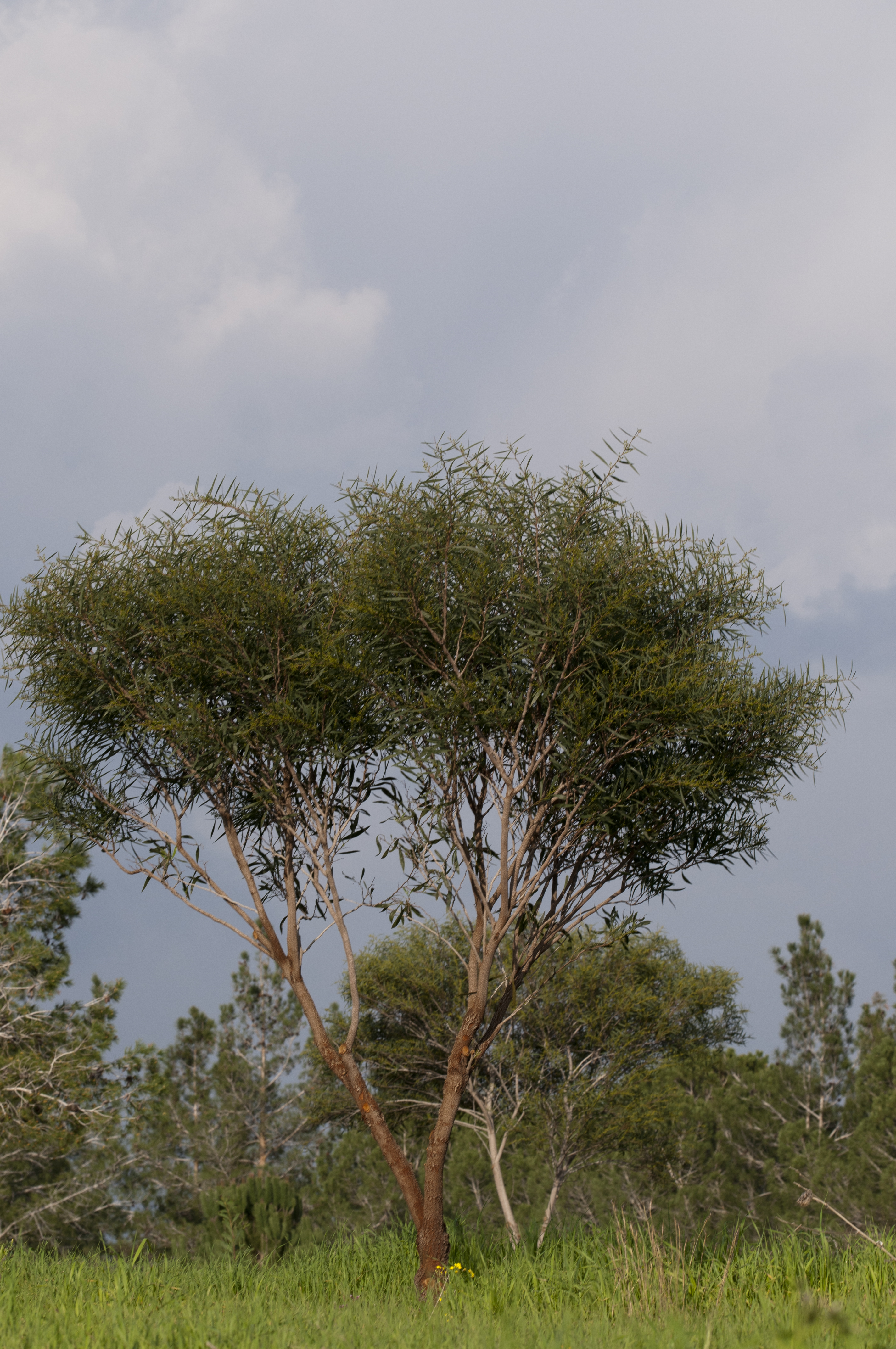
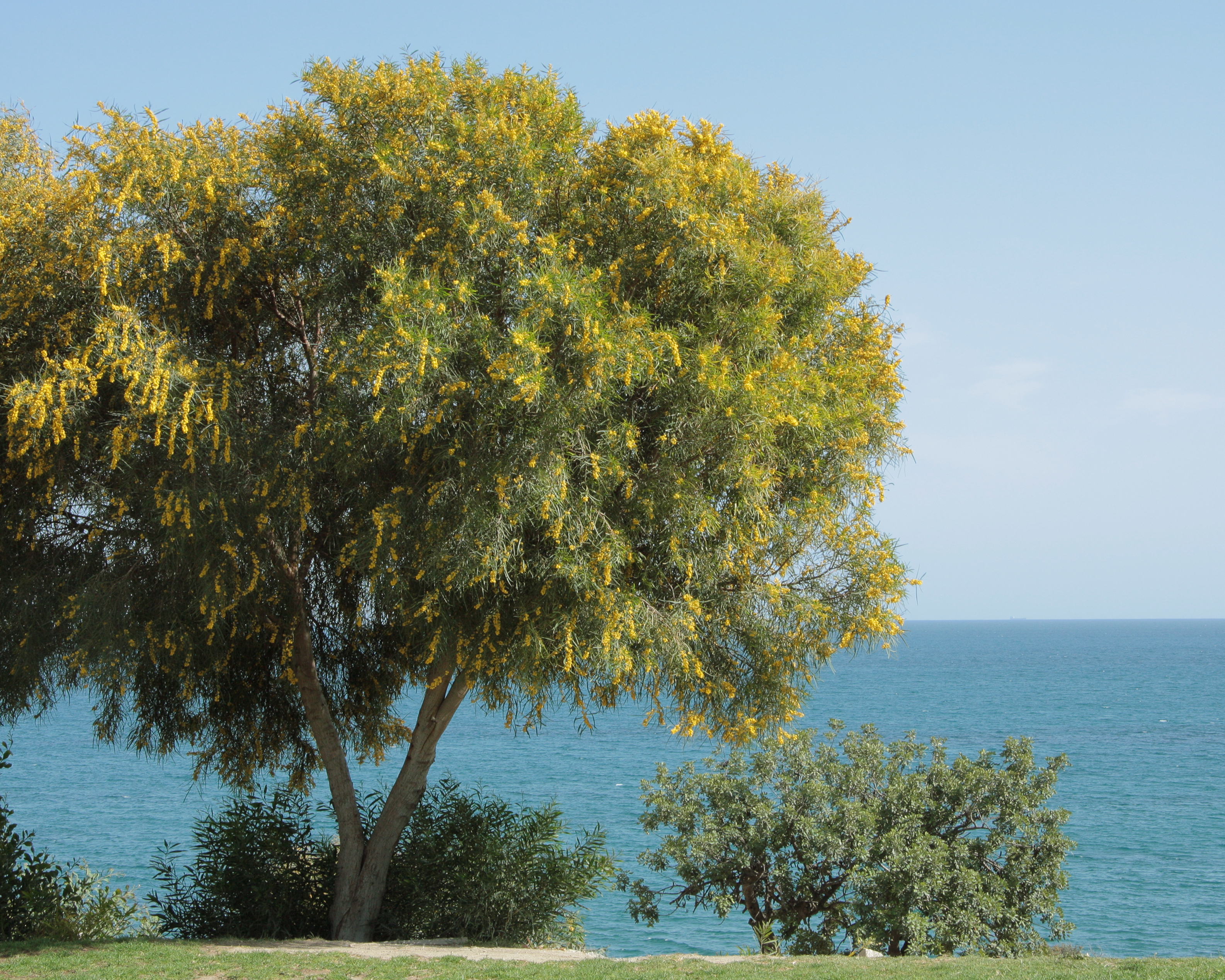
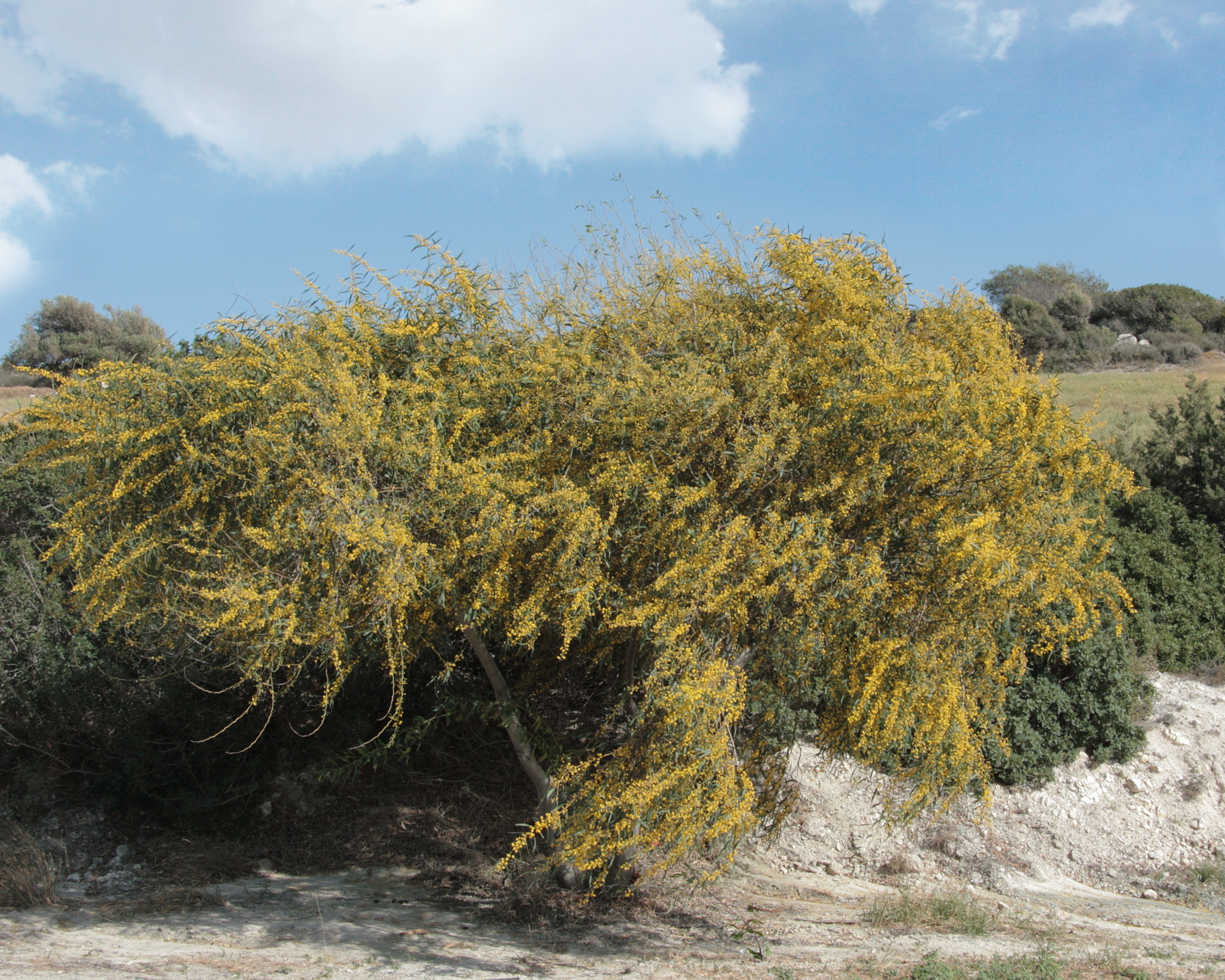